# Josia infans
Josia infans är en fjärilsart som beskrevs av Walker 1856. Josia infans ingår i släktet Josia och familjen tandspinnare. Inga underarter finns listade i Catalogue of Life.